# Kostel Nejsvětější Trojice (Mšeno nad Nisou)
Římskokatolický filiální kostel Nejsvětější Trojice ve Mšeně nad Nisou je sakrální stavba.

## Historie
Kostel pochází z roku 1936. Navrhl jej a vystavěl ing. arch. Ernst Siebeneicher z Jabloneckých Pasek.

## Architektura
Jedná se o obdélnou stavbu s obdélným, polygonálně ukončeným presbytářem. Po severní straně vedle presbytáře se nachází sakristie. Na severní straně lodi při průčelí stojí hranolová věž.

## Okolí kostela
Nedaleká kaple sv. Anny pochází z roku 1760. Opravena a upravena byla v roce 1840 a 1870. Jedná se o obdélnou barokní stavbu s polokruhově odsazeným závěrem. Na průčelí je vykrajovaný rámec, obdélný portál a okno polokruhově ukončené. Trojúhelný štít má kaple ve vrcholu zkosený. Je ukončen polokruhovým obloučkem. Vnitřek kaple je sklenut valeně s lunetami. Závěr je sklenut konchou. Nedaleká socha Piety pochází z roku 1786.